# Amilosio
L'amilosio è uno zucchero polisaccaride che deriva dall'unione di centinaia di molecole di α-D(+)-glucosio (solitamente da 300 a 3000) ed è uno dei componenti dell'amido (l'altro è l'amilopectina).
Il legame tra due unità adiacenti si forma tra l'atomo di carbonio nº1 e il nº4 delle due molecole di glucosio con l'eliminazione di una molecola d'acqua; l'amilosio ha quindi struttura lineare. Il contenuto in amilosio di un cibo è un indice del livello di retrogradazione dell'amido subito dall'alimento, fenomeno al quale è legato il noto processo di raffermamento.
Le molecole di iodio si inseriscono molto bene nella struttura a elica dell'amilosio, a cui si legano, portandolo ad assorbire alcune lunghezze d'onda della luce visibile. Mescolando all'amido una piccola quantità di soluzione iodio iodulata (Reattivo di Lugol), in presenza di amilosio si osserva una colorazione blu scura, quasi nera.